# Bundesinstitut für Risikobewertung

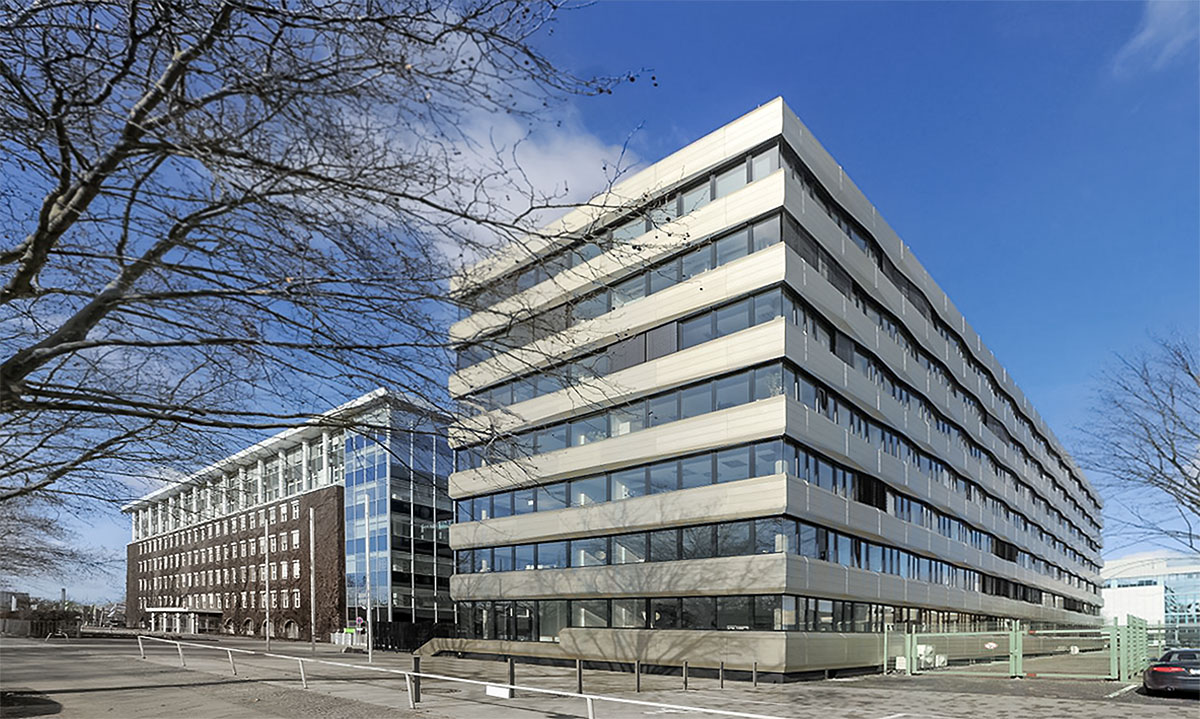
Der BfR-Standort in Berlin-Jungfernheide

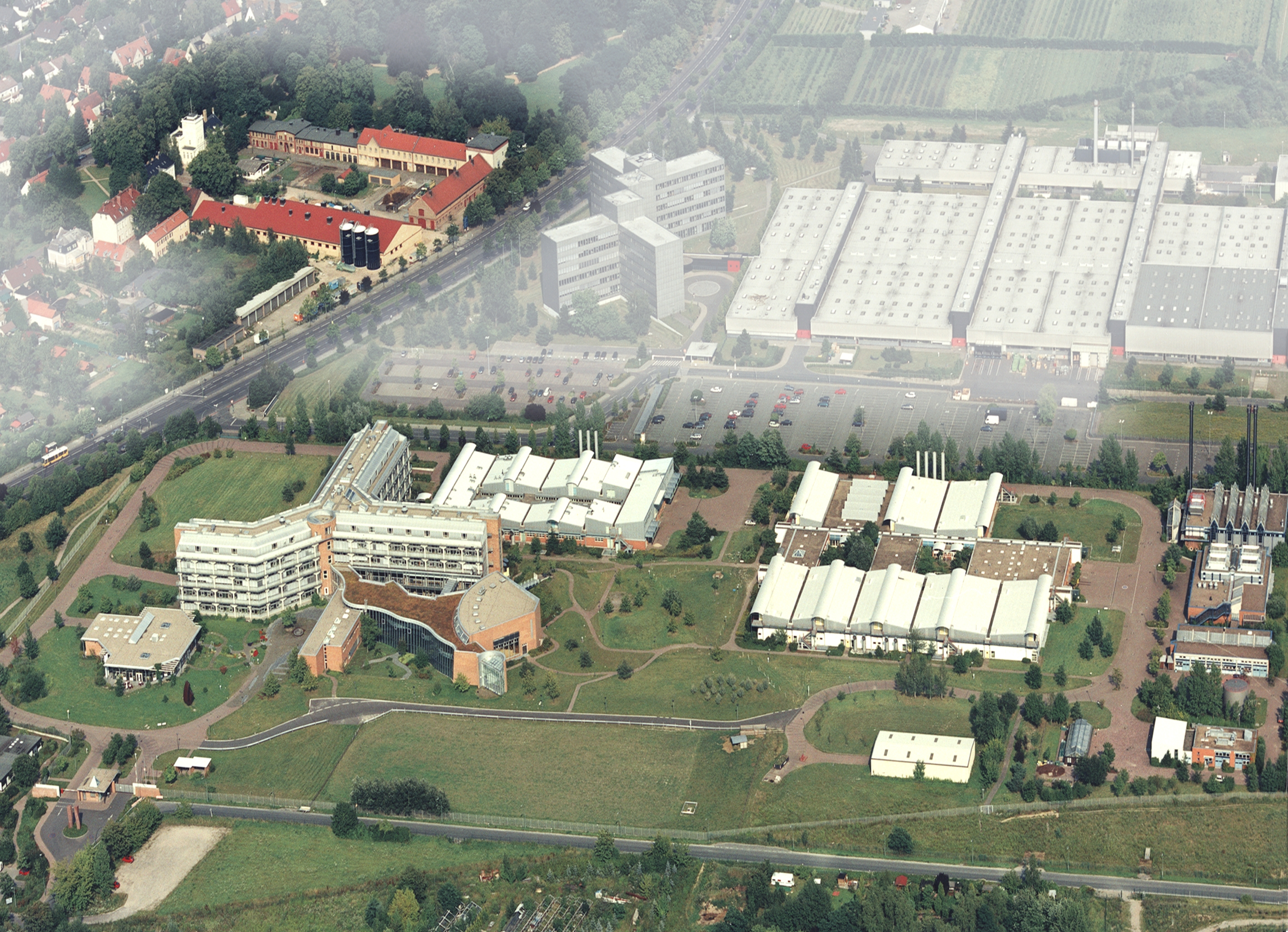
Luftbild des BfR-Standorts in Berlin-Marienfelde

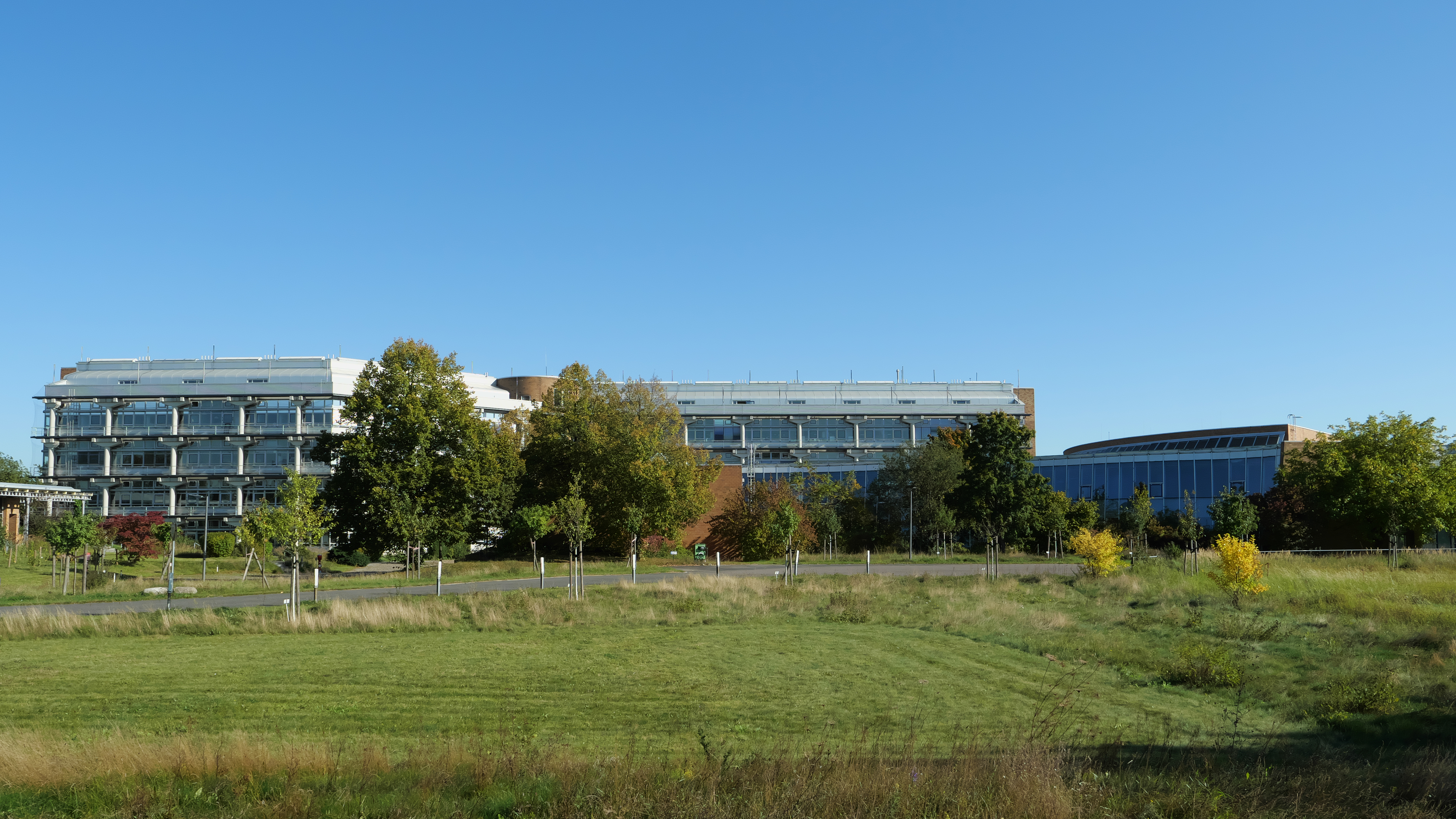
Der BfR-Standort in Berlin-Marienfelde

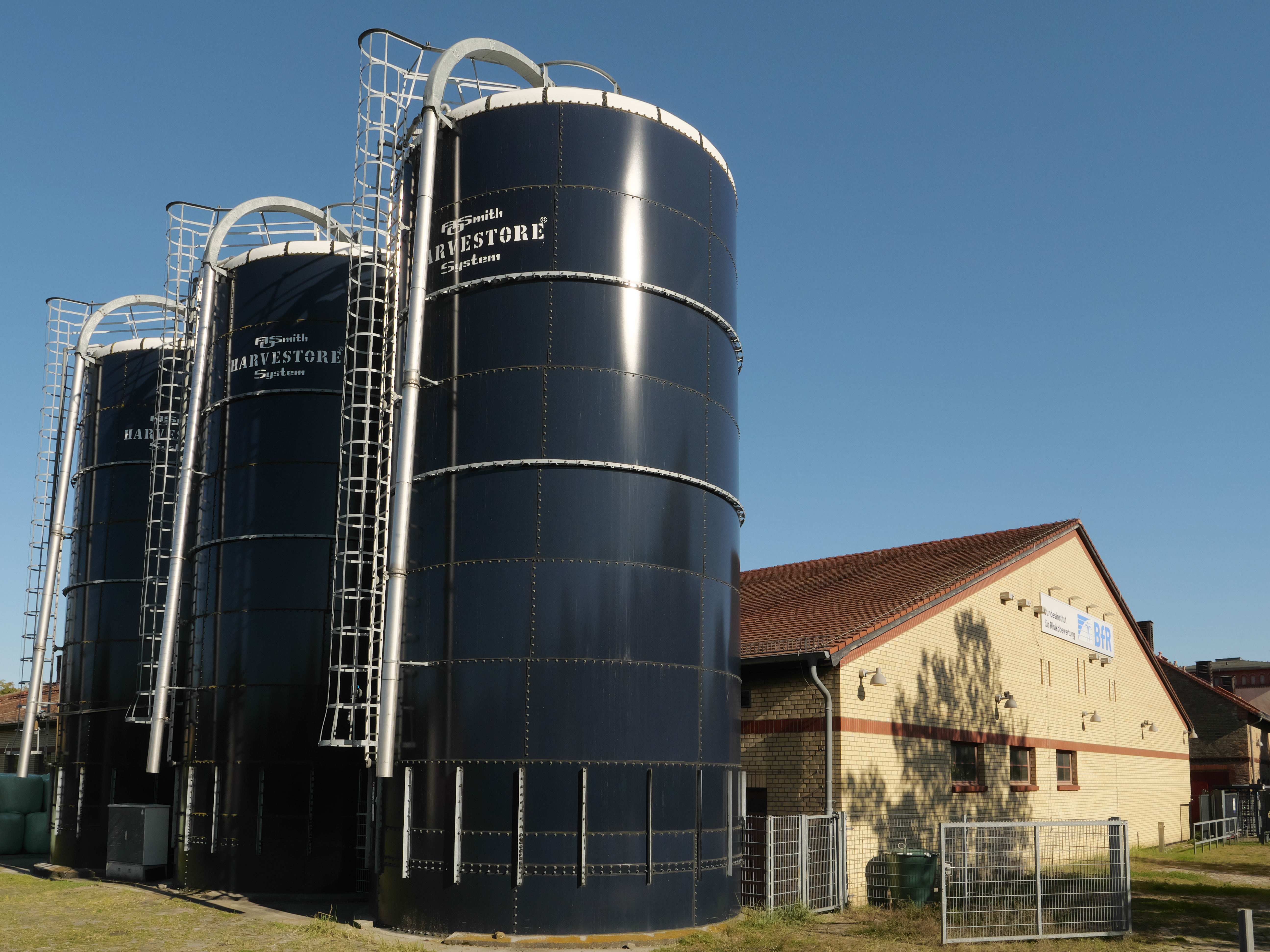
Der BfR-Standort in Berlin-Marienfelde

Das Bundesinstitut für Risikobewertung (BfR) ist eine bundesunmittelbare rechtsfähige Anstalt des öffentlichen Rechts der Bundesrepublik Deutschland. Das Institut ist dem Geschäftsbereich des Bundesministeriums für Ernährung und Landwirtschaft (BMEL) zugeordnet und hat die Aufgabe, die Bundesregierung in Fragen der Lebensmittelsicherheit, der Produktsicherheit, Kontaminanten in der Nahrungskette, des Tierschutzes und des gesundheitlichen Verbraucherschutzes wissenschaftlich zu beraten. Weitere Fachaufsichten werden durch das Bundesministerium für Umwelt, Naturschutz, nukleare Sicherheit und Verbraucherschutz (Chemikaliensicherheit, Umweltkontaminanten in Lebens- und Futtermitteln) und das Bundesministerium für Digitales und Verkehr (Gefahrguttransport, Internationales Ballastwasser-Übereinkommen, Havariekommando) wahrgenommen.

## Aufgabenbereiche
Die Arbeit des Instituts gründet sich auf mehrere Rechtsvorschriften – u. a. auf das BfR-Gesetz, das Lebensmittel- und Futtermittelgesetzbuch (LFGB), Infektionsschutzgesetz (IfSG), Pflanzenschutzgesetz, Chemikaliengesetz, Wasch- und Reinigungsmittelgesetz, Gentechnikgesetz.
Das BfR wurde im Jahr 2002 ebenso wie das Bundesamt für Verbraucherschutz und Lebensmittelsicherheit (BVL) im Rahmen einer Neuordnung des gesundheitlichen Verbraucherschutzes und der Lebensmittelsicherheit nach der BSE-Krise gegründet. Es entstand aus dem Bundesinstitut für gesundheitlichen Verbraucherschutz und Veterinärmedizin (BgVV) und aus Teilen der Biologischen Bundesanstalt (BBA). Das BfR beschäftigt mehr als 1100 Mitarbeiter.
Nach dem Errichtungsgesetz erstellt das Institut Bewertungen unabhängig von der Politik, danach unterliegt es in Fragen der wissenschaftlichen Risikobewertungen keiner Fachaufsicht. Folglich nimmt es bei ungeklärten wissenschaftlichen Fragen und in Krisen eine wissenschaftliche Referenz- und Orientierungsfunktion ein. Dies betrifft Verbraucher, Politik (der Bund und die Bundesländer), Wirtschaft, Medien, aber auch Verbände und Wissenschaft.
Die drei Hauptaufgabenbereiche Lebensmittelsicherheit, Produktsicherheit und Chemikaliensicherheit umfassen folgende Fragestellungen. Das Institut ist Ansprechpartner bei
- Fragen zur biologischen Sicherheit von Lebensmitteln wie bei Zoonosen (dies sind Krankheitserreger wie Salmonellen, die vom Tier auf den Menschen übertragen werden können), deren Erforschung, Übertragungswege und Verbreitung
- Fragen zu mikrobiellen Giften, beispielsweise in Muscheln oder zu Antibiotikaresistenzen von Keimen
- Fragen zur Lebensmittelhygiene
- Fragen zu Lebensmittelinhaltsstoffen wie beispielsweise Cumarin in Zimt oder der Bildung von Benzol in Karottensaft (Lebensmitteltoxikologie)
- Fragen zu Ernährungsrisiken beispielsweise durch Nahrungsergänzungsmittel, zu Allergien oder funktionellen Lebensmitteln wie Pflanzensterinen in Streichfetten zur Senkung des Cholesterinspiegels
- Fragen zu genetisch veränderten Lebensmitteln
- Fragen zur Belastung von Lebensmitteln durch Umweltgifte wie Dioxine, Polychlorierte Biphenyle (PCB) oder Polycyclische aromatische Kohlenwasserstoffe (PAK)
- Fragen zur Sicherheit von Futtermitteln
- Fragen zu Pflanzenschutzmitteln und Bioziden
- Fragen zu Vergiftungen
- Fragen zum sicheren Transport von giftigen Substanzen
- Fragen zur Nanotechnologie in Lebensmitteln, Bedarfsgegenständen oder Kosmetika
- Fragen zur Sicherheit von Kosmetika, Textilien, Spielzeug, Wasserpfeifen, Lebensmittelverpackungen und weiteren verbrauchernahen Produkten
- Fragen zu Alternativmethoden zum Tierversuch

Das BfR ist Mitglied der Arbeitsgemeinschaft der Ressortforschungseinrichtungen.
Die dafür zuständige Stabsstelle befindet sich in Berlin, Alt-Marienfelde (Koordinaten).

## Abteilungen
Neben dem Leitungsbereich mit seinen Stabsstellen hat das BfR derzeit neun Abteilungen.

### Zentralabteilung
Die Verwaltung ist der Serviceleister für alle Fachabteilungen des Instituts, sie sorgt für die Infrastruktur, die Personalrekrutierung, die Betreuung der Beschäftigten in Personalangelegenheiten, die Steuerung und Kontrolle der Einnahmen und Ausgaben sowie die Ausstattung und den organisatorischen und technischen Unterhalt der Räume und des Institutsgeländes. Auch der Einkauf von Geräten, Material und Möbeln wird in der Verwaltung vorbereitet, koordiniert und organisiert. Die Abteilung gibt organisatorische Regelungen für das Institut heraus und schließt Dienstvereinbarungen mit dem Personalrat sowie Verträge mit externen Dienstleistungsfirmen. Außerdem steuert und koordiniert die Verwaltung den Personalbedarf des Instituts entsprechend den im Haushaltsplan zugewiesenen Stellen.
Gleichzeitig ist die Verwaltung verantwortlich für die Einhaltung gesetzlicher Regeln. Das gilt insbesondere im Personalbereich für Beamten-, Tarif- und Arbeitsrecht, im Haushalt für die Vorschriften des Haushaltsrechts sowie in der Beschaffung für die Vergabevorschriften im öffentlichen Dienst. Arbeitsrechtsstreitigkeiten führt das Personalreferat, Rechtsstreitigkeiten mit Externen das Justiziariat.
Die Verwaltung arbeitet im BMEL mit der dortigen Verwaltungsabteilung zusammen und arbeitet dem Personal- und Organisationsreferat sowie dem Haushaltsreferat zu.
Zur Abteilung 1 gehören folgende Unterabteilungen und Referate:
Unterabteilung 11 – Personal, Haushalt, Organisation
- Referat 111: Personal und Personalentwicklung
- Referat 112: Haushalt
- Referat 113: Organisation

Unterabteilung 12 – Justiziariat, Beschaffung, Bau und Technik, Innerer Dienst
- Referat 114: Beschaffung
- Referat 115: Innerer Dienst
- Referat 116: Bau und Technik
- Referat 117: Justiziariat

Unterabteilung 13 – Informationstechnologie und -zentrum
- Referat 131: Netzwerk und Sicherheit
- Referat 132: Basisdienst, UHD und LIMS
- Referat 133: Anwendungsentwicklung
- Referat 134: Informationsmanagement und -koordination

### Risikokommunikation
Gesundheitlicher Verbraucherschutz beinhaltet die Erforschung, Bewertung und Kommunikation von Risiken. Hierbei sind jedoch nicht nur tatsächliche Risiken von Bedeutung, sondern auch deren mediale Vermittlung sowie die subjektiv geprägte Wahrnehmung von Risiken. Wissenschaftliche Erkenntnisse müssen transparent und verständlich vermittelt werden, um den rationalen Umgang mit Risiken zu fördern.
Das BfR hat den gesetzlichen Auftrag zur Risikokommunikation und informiert die Öffentlichkeit über mögliche gesundheitliche Risiken sowie die ihnen zugrundeliegenden Forschungsergebnisse im Bereich Lebensmittel-, Chemikalien und Produktsicherheit. Hierbei tritt das mit verschiedenen Ansprechpartnern aus Wissenschaft, Wirtschaft, Politik, Medien, Verbänden, Nichtregierungsorganisationen und der Verbraucherschaft in einen aktiven Dialog. Dieser Kommunikationsprozess beinhaltet neben einer zielgruppengerechten Presse- und Öffentlichkeitsarbeit das aktive Einbeziehen verschiedener Interessengruppen durch Expertengespräche, Statusseminare, Verbraucherschutzforen, Stakeholderkonferenzen und öffentliche Symposien.
Die interdisziplinär zusammengesetzte Abteilung Risikokommunikation führt Forschungsprojekte zur Wahrnehmung von Risiken, der Risikofrüherkennung und der Abschätzung ihrer Folgen durch, beispielsweise im Bereich neuer Technologien wie der Nanotechnologie, der Änderung im Ernährungsverhalten von Verbrauchern nach erfolgter Risikokommunikation oder der Priorisierung von Risiken durch verschiedene gesellschaftliche Interessengruppen. Hierbei werden Repräsentativbefragungen, Verbraucherkonferenzen, Delphi-Befragungen und Fokusgruppen als Instrumente eingesetzt.
Ein weiterer Schwerpunkt der Arbeit liegt in der Koordination sowie dem gezielten Ausbau der nationalen und internationalen Vernetzung der für den gesundheitlichen Verbraucherschutz zuständigen Institutionen in Politik und Wissenschaft.
Die Abteilung Risikokommunikation gliedert sich in fünf Fachgruppen:
- Fachgruppe 21: Krisenprävention und -koordination, Qualitäts- und Umweltmanagement, GLP-Bundesstelle (Bundesstelle für Gute Laborpraxis)
- Fachgruppe 22: Risikosoziologie und Risiko-Nutzen-Beurteilung
- Fachgruppe 23: Presse- und Öffentlichkeitsarbeit
- Fachgruppe 24: BfR-Akademie
- Fachgruppe 25: Visuelle Kommunikation

Zudem sind in der Abteilung die Nachwuchsgruppen „Empirische Sozialforschung“ und „Reputation und Vertrauensbildung“ sowie das Studienzentrum „Sozialwissenschaftliche Risikokommunikationsforschung“ angesiedelt.

### Exposition
Zentrale Aufgabe der Abteilung für Exposition ist die Analyse, Modellierung und Abschätzung der Verbraucherexposition für die durch das BfR zu bewertenden unerwünschten Stoffe und mikrobiologischen Gefahren. Gemäß der Definition: Risiko = Gefahr x Exposition führt das BfR bei jeder Risikobewertung eine Expositionsschätzung durch, d. h., es wird geprüft, ob und in welcher Konzentration der Verbraucher Zugang zu gefährlichen Noxen hat. Die Exposition beschreibt somit die Größenordnung eines Risikos. Weiterhin nimmt die Abteilung für das BfR eine Vielzahl von wissenschaftlichen Servicefunktionen wahr.
Folgende Fachgruppen sind in der Abteilung etabliert:
- Fachgruppe 31: Chemikalienexposition und Transport gefährlicher Güter
- Fachgruppe 32: Expositionsbewertung von gefährlichen Produkten
- Fachgruppe 33: Epidemiologie, Statistik und Expositionsmodellierung
- Fachgruppe 34: Lebensmittelexposition und Gesamtbewertung
- Fachgruppe 35: Nationales Vergiftungsregister

Ein Teil der Leistungen der Abteilung steht auch externen Wissenschaftlern zur Verfügung, wie zum Beispiel die Erfassungs- und Bewertungsstelle für Vergiftungen. Zudem ist in der Abteilung das „MEAL-Studienzentrum, Nationale Total-Diet-Studie“ angesiedelt.

### Biologische Sicherheit
Die Abteilung Biologische Sicherheit befasst sich im Rahmen des gesetzlichen Auftrages der Risikobewertung im Bereich der Lebensmittelsicherheit und des Verbraucherschutzes mit gesundheitlichen Risiken für den Menschen, die insbesondere von Mikroorganismen, den von ihnen gebildeten Toxinen und anderen mikrobiellen Stoffwechselprodukten ausgehen. Dazu zählen Bakterien, Hefen und Schimmelpilze, aber auch Viren, Parasiten und TSE-Erreger.
Es werden dabei nicht nur Lebensmittel, sondern auch Futtermittel und Bedarfsgegenstände (z. B. Geräte zur Bearbeitung von Lebensmitteln, Lebensmittelverpackungsmaterialien, Essgeschirr) sowie Kosmetika einschließlich der Prozesse ihrer Gewinnung, Herstellung, Verarbeitung und Distribution als Überträger biologischer Gefahren in die Betrachtungen einbezogen.
Die Aufgaben schließen diagnostische Verfahren zum Nachweis der verschiedenen Erreger in Lebensmitteln, ihre Virulenz- und Resistenzeigenschaften, auch Arbeiten zur Prävalenz von mikrobiologischen Gefahren in Lebensmitteln und qualitative und quantitative Risikobewertungen ein.
Die Abteilung wirkt mit bei der Aufklärung von Ausbrüchen durch Lebensmittel übertragener Erkrankungen und Zoonosen (rechtlich verankerte Aufgabe im Infektionsschutzgesetz). In der Abteilung sind eine Reihe von Referenzlaboratorien und Konsiliarlaboratorien zur Diagnostik und zur Feincharakterisierung von Krankheitserregern, zur Antibiotikaresistenz und zur mikrobiologischen Belastung von Lebensmitteln (im Lebensmittel- und Zoonosenrecht verankerte Aufgabe) angesiedelt.
Darüber hinaus wird hier auch die Sammlung von Daten aus der Überwachung zur Erstellung des jährlichen Zoonosen-Trendberichts auf nationaler und europäischer Ebene durchgeführt und koordiniert.
Zur Abteilung 4 gehören folgende sieben Fachgruppen:
- Fachgruppe 41: Lebensmittelhygiene und -technologie, Warenketten, Produktschutz
- Fachgruppe 42: Lebensmittelmikrobiologie, Erreger-Wirt-Interaktionen
- Fachgruppe 43: Epidemiologie, Zoonosen und Antibiotikaresistenz
- Fachgruppe 44: Bakterielle Toxine, Gemeinschaftsverpflegung
- Fachgruppe 45: Diagnostik, Erregercharakterisierung, Parasiten in Lebensmitteln
- Fachgruppe 46: Viren in Lebensmitteln
- Fachgruppe 47: Produkthygiene und Desinfektionsstrategien

Zudem ist in der Abteilung das „Nationale Studienzentrum für Sequenzierungen in der Risikobewertung“ sowie die „Nachwuchsgruppe Warenkettenmodelle“ angesiedelt.

### Lebensmittelsicherheit
Die Abteilung Lebensmittelsicherheit bewertet Lebensmittel hinsichtlich ihrer stofflichen Risiken. Die zu bewertenden Stoffe können natürlicherweise als Inhaltsstoffe im Lebensmittel enthalten sein oder als Lebensmittelzusatzstoffe und Aromastoffe den Lebensmitteln zugesetzt werden. Unerwünschte Stoffe (Kontaminanten, Nanopartikel), die durch Herstellungs-, Lagerungs- oder Behandlungsverfahren in Lebensmittel gelangen, werden ebenfalls bewertet. Lebensmittel werden von der Abteilung außerdem nach ernährungsmedizinischen Kriterien beurteilt. Die Abteilung nimmt Stellung zu Ernährungsrisiken und zu Fragen der Ernährungsprävention. Zudem werden Risiken besonderer Bevölkerungsgruppen bewertet.
Ein weiterer Arbeitsschwerpunkt der Abteilung ist die Erarbeitung von Stellungnahmen auf dem Gebiet neuartiger Lebensmittel sowie der genetisch veränderter Lebens- und Futtermittel.
Die Abteilung betreibt aktiv Forschung auf dem Gebiet der molekularen und biochemischen Lebensmittelsicherheit. Ziel ist es dabei, wirkungsmechanistische Zusammenhänge zu erkennen, um konkrete Handlungsoptionen für den Verbraucherschutz zu entwickeln. Hierzu werden in der Abteilung moderne molekulare und zellbiologische Methoden angewendet, um neue biologische Endpunkte für die Risikobewertung von potenziell risikobehafteten Substanzen zu identifizieren (Biomarkerkonzept). Darüber hinaus werden innovative Nachweismethoden sowie Strategien und Methoden zur molekularen Rückverfolgbarkeit und Produktidentität von Lebensmitteln konzipiert und angewandt.
Forschungsschwerpunkte sind:
- molekulare Mechanismen von lebensmittel- bzw. ernährungstoxikologisch relevanten Substanzen (inklusive Nanopartikeln) im Menschen mit dem Fokus auf die Identifizierung neuer molekularer Biomarker mit Hilfe von Proteomics- und Transkriptomics- sowie chemisch-analytischen Techniken
- Humanstudien zur Biomarkeridentifizierung und zur Bestimmung der internen Exposition
- Untersuchung der Absorption von Lebensmittel-Fremdstoffen bzw. Nanopartikel in der gastrointestinalen Barriere
- Entwicklung von wirkungsbezogenen zellbasierten Testsystemen für die wirkungsbezogene Analytik
- Entwicklung und Validierung neuer molekularbiologischer Ansätze zur Rückverfolgung von Lebensmittel assoziierten Allergenen und tierischen Proteinen in Futtermittel

In der Abteilung sind zwei Referenzlaboratorien angesiedelt:
- das Nationale Referenzlabor für tierische Proteine in Futtermitteln und
- das Referenzlabor im Europäischen Netzwerk gentechnisch veränderte Organismen (GVO)

Die Abteilung betreut folgende BfR-Kommissionen:
- Ernährung, diätetische Produkte, neuartige Lebensmittel und Allergien
- Genetisch veränderte Lebens- und Futtermittel
- Lebensmittelzusatzstoffe, Aromastoffe und Verarbeitungshilfsstoffe

Mitarbeiterinnen und Mitarbeiter vertreten das BfR in nationalen und internationalen Fachgremien (u. a. ALS, SKLM, EFSA-ANS-Panel, EFSA-NDA Panel, EFSA-GMO-Panel, EFSA-Working Groups, ENGL, Codex Alimentarius) und sie vertreten Deutschland im EFSA Scientific Network of Risk Assessment of Nanotechnologies in Food and Feed.
Zur Abteilung 5 gehören vier Fachgruppen:
- Fachgruppe 51: Wirkungsbezogene Analytik und Toxikogenomics
- Fachgruppe 52: Lebensmitteltoxikologie
- Fachgruppe 53: Ernährungsrisiken, Allergien und Neuartige Lebensmittel
- Fachgruppe 54: Risiken besonderer Bevölkerungsgruppen und Humanstudien.

Zudem ist in der Abteilung das „Humanstudienzentrum gesundheitlicher Verbraucherschutz“ angesiedelt.

### Sicherheit von Pestiziden
Die Aufgabe der Abteilung umfasst die gesundheitliche Risikobewertung von Pflanzenschutzmitteln und Biozid-Produkten, die nach der Strukturanpassung im BfR unter dem Oberbegriff Pestizide zusammengefasst werden, entsprechend den Vorgaben der Richtlinie (EG) Nr. 2009/128/EG über einen Aktionsrahmen der Gemeinschaft für die nachhaltige Verwendung von Pestiziden. Zu den Kernaufgaben der Abteilung gehört die Feststellung der inhärenten toxischen Eigenschaften und Dosis-Wirkungsbeziehungen, die Einstufung und Kennzeichnung von Pestizid-Wirkstoffen und deren Metaboliten, die Ableitung von toxikologischen Grenzwerten, die Ermittlung der Exposition von Menschen, Nutz- und Haustieren und abschließend die gesundheitliche Risikobewertung mit dem Ziel der Vermeidung von schädlichen Auswirkungen auf die Gesundheit von Mensch und Tier. Weiterhin werden Risikomanagementoptionen für die Ableitung von Risikominderungsmaßnahmen und von Rückstandshöchstgehalten erarbeitet, analytische Überwachungsmethoden überprüft sowie regulatorische Prüf- und Bewertungsstrategien und technische Leitfäden neu- und weiterentwickelt. Die Bewertung erfolgt in Form von wissenschaftlichen Stellungnahmen, Beiträgen oder Kommentierungen zu Bewertungsberichten. Auf den in der Abteilung erstellten gesundheitlichen Risikobewertungen zu den Wirkstoffen und formulierten Zubereitungen basieren Regulierungen und Maßnahmen des Risikomanagements in nationalen, europäischen und weltweiten regulatorischen Zulassungs-, Genehmigungs- und Bewertungsverfahren gemäß:
- der Verordnung (EG) Nr. 1107/2009 über das Inverkehrbringen von Pflanzenschutzmitteln (PSM-VO),[14]
- der Verordnung (EG) Nr. 528/2012 über die Bereitstellung auf dem Markt und die Verwendung von Biozidprodukten (Biozid-VO),[15]
- der Verordnung (EG) 396/2005 über Höchstgehalte an Pestizidrückständen (RHG-VO)[16] sowie
- der Verordnung (EG) 1272/2008 über die Einstufung, Kennzeichnung und Verpackung von Stoffen und Gemischen (CLP-VO).[17]

Die Forschung der Abteilung ist vorrangig auf die Unterstützung der regulatorischen Verfahren, aktuell insbesondere auf den Gebieten von Alternativmethoden zur Bewertung von Metaboliten und Kombinationswirkungen und Bewertungsprinzipien der Aufnahme über die Haut, Verarbeitungsfaktoren und endokrinschädlicher Wirkungen von Pestiziden, ausgerichtet. Darüber hinaus erfolgt durch die Abteilung eine fachliche Beratung der Bundesregierung bei der nationalen und europäischen Rechtsetzung zu Pestizid-Wirkstoffen, zur Zulassung der Produkte und zu den Pflanzenschutzmittel- und Biozidanwendungen. Zur Abteilung 6 gehören folgende sechs Fachgruppen:
- Fachgruppe 61: Steuerung und Gesamtbewertung Pflanzenschutz
- Fachgruppe 62: Steuerung und Gesamtbewertung Biozide
- Fachgruppe 63: Toxikologie der Wirkstoffe und ihrer Metabolite
- Fachgruppe 64: Toxikologie der Präparate und Anwendungssicherheit
- Fachgruppe 65: Rückstände und Analyseverfahren[18]
- Fachgruppe 66: Prüf- und Bewertungsstrategien von Pestiziden

Zudem sind in der Abteilung die Nachwuchsgruppen „Hautmikrobiom“ und „New-Approach-Method-(NAM)-basierte Bewertung von Mischungstoxizitäten“ angesiedelt.

### Chemikalien- und Produktsicherheit
Die Abteilung Chemikalien- und Produktsicherheit bewertet chemische Stoffe, die unter das europäische Chemikalienrecht (REACH-Verordnung (EG) 1907/2006) fallen. Ziel ist die toxikologische Bewertung, die gesundheitliche Risikobewertung für Verbraucher sowie die Identifizierung und Einleitung notwendiger Risikominderungsmaßnahmen gem. der REACH-VO. Bewertungen werden außerdem mit dem Ziel der Einstufung und Kennzeichnung gefährlicher Stoffe gemäß CLP-Verordnung (EG) 1272/2008 durchgeführt.
Weiterhin arbeitet die Abteilung an der Identifizierung, Erforschung, Bewertung und Prävention von gesundheitlichen Risiken bei kosmetischen Mitteln, Tabakprodukten, Bedarfsgegenständen (Lebensmittelverpackungen, Spielwaren, Nuckelflaschen, Saugern, Reinigungs- und Pflegemitteln, Bekleidungsgegenständen etc.), sowie anderen „verbrauchernahen Produkten“ (Möbeln, Matratzen, Teppichen, Hobbyprodukten etc.). Damit wird nicht nur den vorhandenen Wissenslücken einer wissenschaftlich basierten Risikobewertung, sondern auch den Besorgnissen der Bevölkerung auf diesem Gebiet Rechnung getragen. Integraler Bestandteil der Bewertungstätigkeit sind experimentelle Projekte zur Migration und Exposition sowie zur Toxizität von chemischen Substanzen in diesen Produkten des täglichen Bedarfs.
Zu den Aufgaben der Abteilung gehören auch die Koordinierung und Gesamtbewertung der Risikobewertungen, die Identifizierung von Forschungsbedarf für Risikobewertungen und die Initiierung und Begleitung von internen und externen Forschungsprojekten zur Unterstützung der Risikobewertungen.
Die Mitarbeiter der Abteilung vertreten das BfR in nationalen und internationalen Gremien, z. B. bei der OECD, der WHO/IPCS, der Europäischen Behörde für Lebensmittelsicherheit (EFSA), der Europäischen Chemikalienagentur (ECHA), dem EU-Scientific Committee on Consumer Safety (SCCS), dem Committee of Experts on Cosmetic Products des Europarats, oder in den BfR-Kommissionen für Bedarfsgegenstände (BeKo) und Kosmetische Mittel (KoKo) und in diversen Arbeitsgruppen (z. B. der ALS, Arbeitsgemeinschaft lebensmittelchemischer Sachverständiger) sowie nationalen und internationalen Normungsausschüssen.
Zur Abteilung 7 gehören folgende Fachgruppen:
- Fachgruppe 71: Steuerung der Verfahren und Bewertungsstrategien
- Fachgruppe 72: Chemikaliensicherheit
- Fachgruppe 73: Sicherheit von Verbraucherprodukten
- Fachgruppe 74: Sicherheit von Lebensmittelkontaktmaterialien
- Fachgruppe 75: Produktbeschaffenheit und Nanotechnologie[19]
- Fachgruppe 76: Faser- und Nanotoxikologie
- Fachgruppe 77: Produktanalytik

Zudem ist in der Abteilung das „Studienzentrum Dermatotoxikologie“ angesiedelt.

### Sicherheit in der Nahrungskette
Zu den Schwerpunkten der Arbeit der Abteilung für Sicherheit in der Nahrungskette gehört die Bewertung der Risiken, die durch die Aufnahme von Kontaminanten, Rückständen und anderen unerwünschten Stoffen in Lebens- und Futtermitteln entstehen.
Der Abteilung sind die Nationalen Referenzlabore für Dioxine, PCB und Mykotoxine in Lebens- und Futtermitteln, marine Biotoxine, Zusatzstoffe in der Tierernährung sowie die Obergutachterstelle für die Einfuhrkontrolle von Wein zugeordnet.
Innerhalb des Themenschwerpunkts Produktidentität und Rückverfolgbarkeit werden Strategien und Methoden zur Authentizitätsprüfung von Lebensmitteln entwickelt. Aufgaben im Bereich pharmakologisch wirksamer Stoffe und Tierarzneimittel sind die Risikobewertung von Humanarznei- bzw. Tierarzneimittelrückständen in Lebensmitteln tierischen Ursprungs, die Begutachtung und Stellungnahme zu Rückständen mit pharmakologischer Wirkung im Rahmen der Beratung von Bund- und Länderbehörden sowie die Leitung von Projekten zur Rückstandsanalytik und -bewertung.
Daneben betreibt die Abteilung auch Forschung, etwa in der Weiterentwicklung von Konzepten zum Nachweis von potenziell toxischen Stoffen und deren Metaboliten in Lebens- und Futtermitteln.
Zur Abteilung gehören folgende Fachgruppen:
- Fachgruppe 81: Rückstände
- Fachgruppe 82: Kontaminanten
- Fachgruppe 83: Produktidentität, Warenketten und Rückverfolgbarkeit
- Fachgruppe 84: Futtermittel und Futtermittelzusatzstoffe
- Fachgruppe 85: Pflanzen- und Mykotoxine

Zudem ist in der Abteilung das „Studienzentrum Landnutzungsbezogene Bewertungsverfahren, One-Health-Konzepte“ angesiedelt.

### Experimentelle Toxikologie und ZEBET
Schwerpunkt der Bewertungs- und Forschungsaufgaben der Abteilung für Experimentelle Toxikologie und ZEBET sind wissenschaftliche Fragestellungen der Bundesregierung zu toxikologischen Erkenntnissen zur Wirkungsweise chemischer Stoffe. Dabei stehen methodologische und modellierende Ansätze und Bewertungsstrategien im Vordergrund.
Das BfR hat zudem die nationale Aufgabe, Ersatz- und Ergänzungsmethoden zum Tierversuch zu dokumentieren, zu bewerten und ihre Anerkennung national und international zu empfehlen bzw. durchzusetzen. Dies erfolgt im Zuständigkeitsbereich des Bundes über die ZEBET – das ist die Zentralstelle zur Erfassung und Bewertung von Ersatz- und Ergänzungsmethoden zum Tierversuch. Eine wichtige Aufgabe der ZEBET ist die experimentelle Validierung tierversuchsfreier Methoden, um ihre Aufnahme in internationale behördliche, sicherheitstoxikologische Prüfrichtlinien zu erreichen. Die Zentralstelle führt auch eigene Forschungsarbeiten durch und fördert über einen besonderen Etat gezielt Projekte zur Entwicklung von Alternativmethoden anderer Institutionen.
Über die Arbeit der ZEBET setzt sich das BfR national und international dafür ein, insbesondere gesetzlich vorgeschriebene Tierversuche, wo immer es möglich ist, durch alternative Untersuchungsmethoden zu ersetzen.
Die Abteilung gliedert sich in fünf Fachgruppen:
- Fachgruppe 91: Zentralstelle zur Erfassung und Bewertung von Ersatz- und Ergänzungsmethoden zum Tierversuch
- Fachgruppe 92: Versuchstierkunde
- Fachgruppe 93: Toxikologische Bewertungsstrategien
- Fachgruppe 94: Tierschutz und Wissenstransfer
- Fachgruppe 95: Tierhaltung, Aquakultur und Referenzmaterial

Zudem ist in der Abteilung das „Deutsche Zentrum zum Schutz von Versuchstieren (Bf3R)“ angesiedelt.

## Auftrag des BfR
Zentraler Auftrag ist der gesundheitliche Verbraucherschutz. Mit seiner Arbeit soll das Institut dazu beitragen, dass Lebensmittel, Stoffe und Produkte sicherer werden und somit die Gesundheit der Verbraucher geschützt wird. Wissenschaft im Dienst des Menschen lautet das Leitmotiv.

### Forschungsgestützter Ansatz
Das BfR betreibt eigene Forschung zu Themen, die in engem Zusammenhang mit seinen Bewertungsaufgaben im gesundheitlichen Verbraucherschutz und der Lebensmittelsicherheit stehen. Das Bundesinstitut arbeitet wissenschaftlich mit anderen internationalen Einrichtungen und Organisationen sowie mit den Institutionen anderer Staaten zusammen, die im gesundheitlichen Verbraucherschutz und der Lebensmittelsicherheit tätig sind. Das BfR ist auch Mitglied der Arbeitsgemeinschaft der Ressortforschungseinrichtungen Deutschlands. Einen weiteren Schwerpunkt bildet die Zusammenarbeit mit der Europäischen Behörde für Lebensmittelsicherheit; für diese ist das BfR der nationale deutsche Kontaktpunkt.
Auf die gesundheitlichen Bewertungen und Handlungsoptionen des Instituts können die für das Risikomanagement verantwortlichen Länder- und Bundesbehörden zugreifen. Die Arbeitsergebnisse und Empfehlungen des BfR dienen allen interessierten Kreisen, wie Wissenschaft, Wirtschaft und Wirtschaftsverbänden, Handel, Nicht-Regierungsorganisationen, Verbraucherzentralen, Medien, nationalen und internationalen Gremien und Organisationen und auch dem interessierten Verbraucher, als wichtige Entscheidungshilfe für Maßnahmen. Mit seiner wissenschaftsbasierten Risikobewertung gibt das BfR wichtige Impulse für den gesundheitlichen Verbraucherschutz innerhalb und außerhalb Deutschlands.

### Risikobewertung
Die Risikobewertung, das Risikomanagement (siehe BVL) und die Risikokommunikation sind gesetzlich (Verordnung (EG) Nr. 178/2002) voneinander getrennte Tätigkeiten. Die gesundheitliche Risikobewertung für den Bereich Lebens- und Futtermittel sowie für Kosmetika, Produkte des täglichen Bedarfs und für Chemikalien liegt in Deutschland im Zuständigkeitsbereich des BfR. Das BfR wendet dabei auf gesetzlicher Grundlage wissenschaftliche Bewertungskriterien nach international anerkannten Bewertungsstandards und Prinzipien an.
Unter Risikobewertung wird im Sinne der Lebens- und Futtermittelsicherheit eine risikoorientierte Bewertung verstanden, die darauf abzielt, eine Gefahr zu charakterisieren und deren mögliche Realisierung und deren Schweregrad für die betroffene Gruppe der Verbraucher abzuschätzen (man spricht auch von Expositionabschätzung), die von einem Lebens- oder Futtermittel ausgeht. Oft werden öffentlich diskutierte Themen aufgegriffen und eine möglichst objektive und verständliche Darstellung des Sachverhalts angestrebt. Das BfR erforscht und bewertet aber auch auf Anfrage von Behörden, beispielsweise wenn es zu einem Risiko (noch) keine Gesetze gibt.
Damit die Bewertungsgrundsätze der gesundheitlichen Risikobewertungen transparent und nachvollziehbar sind, hat das BfR einen Leitfaden für gesundheitliche Bewertungen im Verbraucherschutz herausgegeben.
Durch die fachliche Unabhängigkeit und die wissenschaftsbasierte Risikobewertung soll sichergestellt werden, dass die gesundheitlichen Risikobewertungen des BfR unbeeinflusst von politischen, wirtschaftlichen und gesellschaftlichen Interessen erfolgen.
Durch Art. 1 Nr. 9 des Vierten Gesetzes zur Änderung des Chemikaliengesetzes wird dem Bundesinstitut ab dem 1. Januar 2026 die Führung des neu einzurichtenden Vergiftungsregister übertragen. Dieses dient der Sammlung, Auswertung und Weitergabe von Informationen über Vergiftungen.

### Risikokommunikation
Ein Auftrag des Bundesinstitutes für Risikobewertung ist die Risikokommunikation mit dem Ziel, die Bürger nach den drei Prinzipien Transparenz, Verlässlichkeit und Offenheit mit Informationen über Lebensmittelsicherheit und Produktsicherheit zu versorgen.

### Nationale und europaweite Aufgaben
Im BfR sind 17 Nationale Referenzlaboratorien (NRL) aus dem Bereich Lebensmittelsicherheit und Lebensmittelhygiene und die Obergutachterstelle Wein mit vergleichbaren Aufgaben angesiedelt. Sie wurden von der Bundesregierung auf der Grundlage europäischer oder nationaler Rechtsvorschriften ernannt. Die Nationalen Referenzlabore nehmen im Bereich der analytisch-diagnostischen Methodik eine Vorreiterrolle ein, und sie sind das nationale Bindeglied zwischen den Gemeinschaftlichen Referenzlaboren der EU und den im Vollzug arbeitenden Laboratorien der Überwachung der Länder.
Die GLP-Bundesstelle ist für die Koordinierung und Harmonisierung GLP-relevanter Fragen im nationalen und internationalen Bereich sowie für die Überwachung bestimmter GLP-Prüfeinrichtungen im In- und Ausland zuständig.
Als zentrale nationale Kontaktstelle (EFSA Focal Point) koordiniert das BfR den wissenschaftlichen Informationsaustausch zwischen der Europäischen Behörde für Lebensmittelsicherheit (EFSA) und den in Deutschland für die Lebensmittel- und Futtermittelsicherheit zuständigen Behörden sowie Beteiligten aus den Bereichen Wirtschaft, Politik, Wissenschaft und Verbraucherverbänden. Vorgeschlagen wurde das BfR dafür vom Bundesministerium für Ernährung und Landwirtschaft (BMEL). In allen 28 Mitgliedstaaten der Europäischen Union (EU) wurden nationale Focal Points eingerichtet. Sie sind Schnittstelle zwischen den nationalen Behörden der Mitgliedstaaten und der EFSA. Damit sollen die Aktivitäten der Risikobewertung in den einzelnen Mitgliedstaaten auf europäischer Ebene koordiniert und abgestimmt werden. Ziel ist es, das vorhandene europäische Wissen über gesundheitliche Risiken bei Lebensmitteln zu bündeln und damit die Lebensmittelsicherheit in Europa auf höchstem wissenschaftlichem Niveau sicherzustellen.
Die zuvor am BfR angesiedelte Nationale Stillkommission hat die Aufgabe, das Stillen in Deutschland zu fördern. Seit dem 1. April 2019 ist sie am Max Rubner-Institut angesiedelt.

### Externer Sachverstand
Das Institut hat 15 Nationale Expertenkommissionen eingerichtet. Die Aufgabe der Kommissionen, die i. d. R. zweimal im Jahr tagen, besteht in einer Beratung des BfR zu konzeptionellen und methodischen Fragestellungen und in der externen wissenschaftlichen Qualitätssicherung des BfR. Die ehrenamtlich tätigen Kommissionsmitglieder sind nicht an der amtlichen Aufgabe der Risikobewertung beteiligt. Die Beschlüsse der Kommissionen haben beratenden Charakter für das BfR. Damit unterscheiden sich die BfR-Kommissionen grundsätzlich von den Kommissionen (Panels) der Europäischen Behörde für Lebensmittelsicherheit (EFSA). Die EFSA folgt hinsichtlich ihrer Panels anderen Grundsätzen als das BfR, da die Panels die EFSA-Risikobewertungen erstellen.
Mit seinen Kommissionen will das BfR den in Deutschland vorhandenen Sachverstand auf höchstmöglichem wissenschaftlichem Niveau bündeln. In Krisenfällen ist durch die Kommissionen ein schneller Zugriff auf ein Expertennetzwerk gewährleistet. Die externen Experten kommen aus Hochschulen und anderen Forschungseinrichtungen, Behörden des Bundes und der Länder, Wirtschafts- und Verbraucherverbänden, privaten Laboratorien und der Industrie. Sie werden für eine Periode von drei Jahren (ab 2014 für vier Jahre) vom Berufungsbeirat – dieser setzt sich aus Mitgliedern des Wissenschaftlichen Beirats des BfR, den jeweiligen Vorsitzenden der Senatskommissionen zur gesundheitlichen Bewertung von Lebensmitteln sowie für Stoffe und Ressourcen in der Landwirtschaft der Deutschen Forschungsgemeinschaft (DFG) und einer Vertretung des Senats der Bundesforschungsinstitute zusammen – berufen. Die Kommissionsmitglieder werden auf der Internetseite des BfR veröffentlicht.
Da dem BfR die Problematik eines möglichen Interessenkonflikts der externen Sachverständigen bewusst ist, müssen sich die interessierten Experten bereits bei der Bewerbung verpflichten, als Kommissionsmitglied im öffentlichen Interesse unabhängig zu handeln. Eventuelle Interessenkonflikte zu in den BfR-Kommissionen behandelten Themen werden schriftlich festgehalten. Dazu unterzeichnen die Mitglieder eine entsprechende Erklärung, die auf der Internetseite des BfR veröffentlicht wird. Zusätzlich werden eventuelle Interessenkonflikte zu Beginn jeder Kommissionssitzung mündlich abgefragt und im Ergebnisprotokoll vermerkt. Die Protokolle werden auf der BfR-Internetseite veröffentlicht.

### Unabhängigkeit
Die Unabhängigkeit der Ergebnisse und der Risikokommunikation wissenschaftlicher Risikobewertung des BfR vom vorgesetzten Bundesministerium für Ernährung und Landwirtschaft ist vom Gesetzgeber gewollt. Die Erfahrungen aus der BSE-Krise mit seinem dramatischen Vertrauensverlust in das politische Handeln hatte den Deutschen Bundestag bewogen, dass BfR als unabhängige Stimme der Wissenschaft in die Abläufe der öffentlichen und parlamentarischen Politikberatung einzuführen. Dies wurde so auch im BfR-Gründungsgesetz (§ 2 Abs. 3 BfRG) verankert. Aus Gründen der Unabhängigkeit wirbt das BfR somit auch keine finanziellen Mittel aus der Wirtschaft ein. Um eine unabhängige Risikobewertung zu sichern, hat das BfR Regeln zur Unabhängigkeit seiner Wissenschaftler aufgestellt.
Das Gesamtkonzept der Risikobewertung und -kommunikation des BfR sieht vor, sich mit allen Stakeholdern (NGOs, Verbraucherverbänden, Wirtschaft, Politik, Wissenschaft, Medien) auszutauschen. Insbesondere wenn unterschiedliche wissenschaftliche Positionen vertreten und begründet werden, ist eine Beteiligung verschiedener Stakeholder von hoher Bedeutung. Dies spiegelt sich auch in den vielen BfR-Veranstaltungen im Rahmen des wissenschaftlichen Dialogs wie BfR-Forum-Verbraucherschutz, BfR-Stakeholderkonferenzen, BfR-Symposien und -Seminare, Nutzerkonferenzen, Fachtagungen, Kommissions- und Ausschusssitzungen, Arbeitsgruppentreffen, Fach- und Expertengespräche, Sachverständigengespräche, Workshops etc.
Das Institut hat sich anlässlich seines 10-jährigen Bestehens am 20. November 2012 mit der Thematik „Unabhängigkeit und Interessenkonflikte“ befasst und die Europäische Stakeholderkonferenz „Wie unabhängig kann Wissenschaft sein?“ veranstaltet.
Vor allem bei gesellschaftlich strittigen Themen ist die öffentliche Diskussion zur Unabhängigkeit und möglichen Interessenkonflikten immer wieder notwendig. So hat sich auch der Deutsche Bundestag mit möglichen Interessenkonflikten und möglicher fachlicher Einseitigkeit in der Risikobewertung von gentechnisch veränderten Organismen und Pflanzenschutzmitteln auseinandergesetzt. Die Bundesregierung hat eine Anfrage aus dem Parlament beantwortet.

## Kooperationen
Im Bereich der Lebensmittel- und Futtermittelsicherheit kooperiert das BfR eng mit der „Europäischen Behörde für Lebensmittelsicherheit“ (EFSA) und den europäischen Schwesterbehörden. Einen Überblick über diese Behörden gibt der vom BfR erstellte EU-Almanach Lebensmittelsicherheit. International kooperiert das BfR mit dem „Codex Alimentarius“, einer gemeinsamen Kommission der Weltgesundheitsorganisation (WHO) und der Ernährungs- und Landwirtschaftsorganisation der Vereinten Nationen (FAO), die internationale Lebensmittelstandards zum Schutz von Verbrauchern erarbeitet.
Im Bereich des Futter- und Lebensmittel- sowie der Produktsicherheit ist der weltweite Handel heute bereits faktisch globalisiert. Deshalb ist das BfR national und weltweit mit einer Vielzahl wissenschaftlicher Schwester- und Partnerorganisationen über Kooperationsverträge vernetzt. Ziel ist die wissenschaftliche Zusammenarbeit bei der Risikobewertung u. a. von Lebens- und Futtermitteln sowie der Austausch von Wissenschaftlern und wissenschaftlichen Erkenntnissen.
Mit folgenden Institutionen hat das BfR Kooperationsverträge abgeschlossen:
- Brasilien: National Health Surveillance Agency (ANVISA) (Vertragsunterzeichnung 2012)
- Bulgarien: Bulgarische Behörde für Lebensmittelsicherheit (BFSA) (Vertragsunterzeichnung 2014)
- Dänemark: Nationales Lebensmittelinstitut der Dänischen Technischen Universität (DTU) (Vertragsunterzeichnung 2010, erneuert 2013, gemeinsam mit ANSES, Frankreich)
- Estland: Ministerium für Landwirtschaft (PM) (Vertragsunterzeichnung 2015)
- Finnland: Finnisches Amt für Lebensmittelsicherheit (Evira) (Vertragsunterzeichnung 2015)
- Frankreich: Französische Behörde für Lebensmittel und Umwelt- und Arbeitsschutz (ANSES) (Vertragsunterzeichnung 2010, erneuert 2013, gemeinsam mit DTU, Dänemark)
- Georgien: LEPL Wissenschaftliches Agrarforschungszentrum (SRCA) und Institut für Hygiene, Sanitärwesen und medizinische Ökologie (NSRISHME) (Vertragsunterzeichnung 2019),
- China: Chinese Academy of Inspection and Quarantine (CAIQ) (Vertragsunterzeichnung 2009),[38] China National Center for Food Safety Risk Assessment (CFSA) (Vertragsunterzeichnung 2012), Chinese Academy of Agricultural Sciences (CAAS) (Vertragsunterzeichnung 2012),[39] China Animal Health and Epidemiology Center (CAHEC) (Vertragsunterzeichnung 2013), China National Research Institute of Food & Fermentation Industries (CNRIFFI) (Vertragsunterzeichnung 2016), National Evaluation Centre (NTC) WHO Collaborating Centre Shanghai Institute of Planned Parenthood Research (SIPPR) (Vertragsunterzeichnung 2018), Chinese Academy of Inspection and Quarantine (CAIQ) (Vertragsunterzeichnung 2019)
- Indien: Food Safety and Standards Authority of India (FSSAI) (Vertragsunterzeichnung 2015)
- Island: Isländische Lebensmittel- und Veterinärbehörde (MAST) (Vertragsunterzeichnung 2012), Isländisches Lebensmittel- und Biotechforschungsinstitut (MATIS Ltd.) (Vertragsunterzeichnung 2012),[40]
- Japan: Food Safety Commission of Japan (FSCJ) (Vertragsunterzeichnung 2016[41]), Japanese Food Research Laboratories (JFRL) (Vertragsunterzeichnung 2020)
- Kap Verde: Agency for the Regulation and Supervision of Pharmaceutical Products and Food (ARFA) (Vertragsunterzeichnung 2017)
- Republik Korea (Südkorea): Korea Food and Drug Administration (KFDA) und National Institute of Food and Drug Safety Evaluation (NIFDS) (Vertragsunterzeichnung 2010, erneuert mit NIFDS 2015)
- Kroatien: Kroatische Behörde für Lebensmittelsicherheit (HAH) (Vertragsunterzeichnung 2009),
- Lettland: Lebensmittel- und Veterinärdienst Lettlands (PVD) (Vertragsunterzeichnung 2008), Institut für Lebensmittelsicherheit, Tiergesundheit und Umwelt (BIOR) (Vertragsunterzeichnung 2012),
- Litauen: Nationales Lebensmittel- und Veterinär-Risikobewertungsinstitut (NFVRAI) (Vertragsunterzeichnung 2008, erneuert 2013),[42] Staatlicher Lebensmittel- und Veterinärdienst (VMVT) (Vertragsunterzeichnung 2008)
- Marokko: Marokkanische Behörde für Lebensmittelsicherheit (ONSSA) (Vertragsunterzeichnung 2021[43])
- Montenegro: Ministerium für Landwirtschaft und Ländliche Entwicklung (MPR) (Vertragsunterzeichnung 2015),
- Niederlande: Niederländische Behörde für Lebensmittel- und Verbraucherproduktsicherheit (NVWA) (Vertragsunterzeichnung 2006), Reichsinstitut für öffentliche Gesundheit und Umwelt (RIVM) (Vertragsunterzeichnung 2016)[44]
- Österreich: Österreichische Agentur für Gesundheit und Ernährungssicherheit (AGES) (Vertragsunterzeichnung 2006),[45] AGES und BMSGPK (Vertragsunterzeichnung 2017)
- Polen: Nationales Veterinärforschungsinstitut (PIWET) (Vertragsunterzeichnung 2012)
- Portugal: Behörde für Wirtschaft und Lebensmittelsicherheitsnormen (ASAE) (Vertragsunterzeichnung 2015)
- Russland: Russisches Föderales Zentrum für Hygiene und Epidemiologie (FGUS) und Forschungsinstitut für Ernährung der Russischen Föderation (RAMN) (Vertragsunterzeichnung 2009),[46] Russisches Föderales Zentrum für Qualität und Standardisierung von Tierarzneimitteln und Futtermitteln (VGNKI) (Vertragsunterzeichnung 2017)
- Schweden: Nationale Lebensmittelbehörde (NFA) (Vertragsunterzeichnung 2017)
- Schweiz: Universität Zürich / VETSUISSE-Fakultät Institut für Veterinärpharmakologie und -toxikologie (Vertragsunterzeichnung 2007), Bundesamt für Lebensmittelsicherheit und Veterinärwesen (BLV) (Vertragsunterzeichnung 2016)[47]
- Slowakei: Staatliches Veterinär- und Lebensmittelinstitut (SVUBA) (Vertragsunterzeichnung 2015)
- Spanien: Universität Córdoba (Vertragsunterzeichnung 2014), Spanische Behörde für Verbraucherschutz, Lebensmittelsicherheit und Ernährung (AECOSAN) (Vertragsunterzeichnung 2016)
- Tschechien: Staatliches Veterinärinstitut in Jilhava (SVÚ Jihlava) (Vertragsunterzeichnung 2016)
- Tunesien: Tunesisches Gesundheitsministerium (Vertragsunterzeichnung 2021[48])
- Ungarn: Forschungsinstitut für Lebensmittelwissenschaften (FSRI) (Vertragsunterzeichnung 2008)
- Uruguay: Department for Planning and Coordination of Food Safety (UCPIA) of Uruguay’s Ministry of Agriculture and Fisheries (Vertragsunterzeichnung 2014),
- Zypern: Allgemeines Staatslabor Zypern (Vertragsunterzeichnung 2010).[49]

Seit 2005 hat das Bundesinstitut eine enge Zusammenarbeit mit der Stiftung Warentest in Berlin vereinbart, um Fortschritte im gesundheitlichen Verbraucherschutz zu erreichen.

## Kritik
Die ZDFzoom-Reportage Das stille Gift vom 8. Mai 2013 vertrat den Standpunkt, dass das Institut Pestizide wie Glyphosat nicht mit Hilfe unabhängiger Experten beurteile und dass den Bewertungen des BfR keine unabhängigen Studien, sondern überwiegend von Herstellern wie Monsanto selbst in Auftrag gegebene Studien und sogar Studien unbekannter Herkunft ohne Angaben zu den Autoren zugrunde lägen. Das Bundesinstitut für Risikobewertung stehe dementsprechend seit Jahren in der Kritik. Eine mangelnde Unabhängigkeit und Interessenkonflikte wurden dem BfR auch im Jahr 2012 von den Organisationen Testbiotech und LobbyControl vorgeworfen. 2012 hat sich auch der Deutsche Bundestag mit möglichen Interessenkonflikten und möglicher fachlicher Einseitigkeit in der Risikobewertung von gentechnisch veränderten Organismen und Pflanzenschutzmitteln auseinandergesetzt. Die Bundesregierung hat am 23. Juli 2012 und 29. Juli 2015 ausführlich zur Unabhängigkeit des BfR geantwortet (Deutscher Bundestag, Drucksache 17/10373 und Deutscher Bundestag, Drucksache 18/5347) (vgl. auch Abschnitt „Unabhängigkeit des BfR“). Im November 2017 wies BfR-Präsident Hensel in einem Interview mit dem Berliner Tagesspiegel Plagiatsvorwürfe im Rahmen der Glyphosatzulassung wie folgt zurück: „Jeder, der behauptet, wir hätten abgeschrieben, sollte doch einfach einmal inhaltlich die 4500 Seiten lesen, die wir vorgelegt haben. Wir haben dort völlig transparent erklärt, wie wir vorgehen.“
Im März 2019 ging das BfR gerichtlich gegen die Transparenzplattform FragDenStaat.de vor. Mit dem Antrag auf einstweilige Verfügung beim Landgericht Köln erreichte das Bundesamt, dass die Plattform ein Glyphosat-Gutachten des Amts löschen musste, das sie zuvor per Anfrage nach dem Informationsfreiheitsgesetz erreicht hatte. Daraufhin fragten über 38.000 Personen das Gutachten ebenfalls beim Bundesinstitut an. 2018 gab das BfR bereits rund 80.000 Euro für Anwaltskosten aus, um Berichterstattung des MDR zu unterbinden. Sowohl das Landgericht Köln (Aktenzeichen: 14 O 302/15) als auch das Oberlandesgericht Köln (Aktenzeichen: 6 U 8/17) urteilten in dem einstweiligen Verfügungsverfahren zugunsten des BfR. Im Hauptsacheverfahren wies das Oberlandesgericht Köln die Klage des BfR mit Urteil vom 19. Februar 2021 vollumfänglich ab; die Revision zum BGH wurde nicht zugelassen. Das Gericht folgte damit vorangegangenen Entscheidungen des EuGH und BGH in anderen Rechtsstreitigkeiten, z. B. zu den sogenannten Afghanistan-Papieren.
Die Bundesregierung sagte in Person des Parlamentarischen Staatssekretärs Michael Stübgen am 3. April 2019 in der 91. Plenarsitzung mit Blick auf den Rechtsstreit zwischen dem BfR und FragDenStaat.de, dass sie keine Veranlassung sehe, auf eine Rechtsänderung hinzuwirken. Am 4. Juli 2019 hat das Landgericht Köln die einstweilige Verfügung wegen eines Formfehlers aufgehoben. Seither darf das Glyphosat-Gutachten wieder publiziert werden.

## Ergänzende Informationen

### Aspekte zur Qualitätssicherung
Von wesentlicher Bedeutung sind die rechtlichen Regelungen zur Qualitätssicherung von zulassungsrelevanten toxikologischen Studien. Zulassungsverfahren in aller Welt beruhen auf dem Prinzip, dass derjenige, der ein Produkt auf den Markt bringen möchte, sämtliche erforderlichen toxikologischen Studien bezahlt, damit dem Steuerzahler dadurch keine Kosten entstehen. Das Produkt betreffende Studien, Angaben und Unterlagen sind bei den zuständigen Behörden einzureichen. Die im BfR arbeitenden Wissenschaftler prüfen die Zulassungsunterlagen sachkundig. Sie beurteilen beispielsweise, ob die Studien international wissenschaftliche Leitlinien und Qualitätsmaßstäbe einhalten, methodischen Datenanforderungen genügen und Praxisrelevanz besitzen.
Die zulassungsrelevanten toxikologischen Studien im Bereich Pflanzenschutz müssen den Anforderungen und Standards nachfolgender rechtlicher Regelungen genügen:
Ausgewählte Rechtsquellen für die Bewertungsarbeit im Bereich Pflanzenschutz
- Pflanzenschutzmittelverordnung
- Verordnung (EG) Nr. 396/2005 über Höchstgehalte an Pestizidrückständen in oder auf Lebens- und Futtermitteln pflanzlichen und tierischen Ursprungs
- Richtlinie 2009/128/EG des Europäischen Parlaments und des Rates vom 21. Oktober 2009 über einen Aktionsrahmen der Gemeinschaft für die nachhaltige Verwendung von Pestiziden (Pflanzenschutz-Rahmenrichtlinie)

Toxikologische Beurteilung von chemischen Stoffen
Welche toxikologischen Studien für die jeweiligen Wirkstoffe oder Zubereitungen von Pflanzenschutzmitteln erforderlich sind, ist gesetzlich in der EU-Richtlinie 91/414/EWG und für neu durchzuführende Prüfungen in der Verordnung (EG) Nr. 1107/2009 (Pflanzenschutzmittelverordnung) festgelegt. Die Festlegung der Datenanforderungen gemäß der Verordnung (EG) Nr. 1107/2009 des Europäischen Parlaments und des Rates über das Inverkehrbringen von Pflanzenschutzmitteln wird für Wirkstoffe in Verordnung (EU) Nr. 283/2013 der Kommission vom 1. März 2013 und für Pflanzenschutzmittel Verordnung (EU) Nr. 284/2013 der Kommission vom 1. März 2013 festgelegt.
Tierversuche
Für Tierversuche ist entscheidend, ob die Studien hinsichtlich ihres Designs, der verwendeten Tierarten, eingesetzten Tierzahl, der geprüften Untersuchungsparameter und der Art ihrer Darstellung den international anerkannten Richtlinien entsprechen. Wie die Studien durchzuführen sind, wird in der Prüfmethoden-Verordnung (EG) Nr. 440/2008 beschrieben, die auf den OECD-Richtlinien zu toxikologischen Prüfmethoden von Chemikalien basieren; die Qualität der Studien wird durch die veränderliche Good Laboratory Practice (GLP) überprüft.

### Rechtliche Verfahren im Bereich Pflanzenschutz
Als Grundlage für nationale Zulassungen von Pflanzenschutzmitteln werden zuvor zwei grundlegende Entscheidungen auf EU-Ebene getroffen, die dann in allen EU-Mitgliedstaaten Gültigkeit haben:
EU-Wirkstoffprüfung und Festlegung des Rückstandshöchstgehalts
Auf EU-Ebene wird entschieden, 1) welche Wirkstoffe überhaupt in Pflanzenschutzmitteln in Europa verwendet werden dürfen (EU-Wirkstoffprüfung), 2) welche Rückstandshöchstgehalte auf Lebensmitteln für alle Wirkstoffe gelten.
Das BfR wirkt nach § 41 Pflanzenschutzgesetz in beiden europäischen Verfahren hinsichtlich der Gesundheit von Mensch und Tier, der Vermeidung gesundheitlicher Schäden durch Belastung des Bodens sowie hinsichtlich der Analysemethoden für Rückstände mit. In diesen Verfahren übernimmt zunächst ein Mitgliedstaat die Aufgabe, alle vom Antragsteller vorgelegten und selbst recherchierten Informationen zu prüfen und zu bewerten. Dieser berichterstattende Mitgliedstaat (englisch Rapporteur Member State, RMS) erstellt den Entwurf für einen Bewertungsbericht, der allen anderen Mitgliedstaaten zur Kommentierung vorgelegt wird. Dieses sogenannte Peer-Review-Verfahren wird von der Europäischen Behörde für Lebensmittelsicherheit (EFSA) organisiert. Die abschließende Entscheidung über die Aufnahme eines Wirkstoffs in Anhang I (Positivliste nach Richtlinie 91/414/EWG) bzw. die Genehmigung eines Wirkstoffes nach der Verordnung (EG) Nr. 1107/2009 oder über die Festsetzung von Rückstandshöchstgehalten nach der Verordnung (EG) Nr. 396/2005 wird vom Ständigen Ausschuss für die Lebensmittelkette und die Tiergesundheit (SCFCAH – Standing Committee on the Food Chain and Animal Health) der Europäischen Kommission getroffen.
Beispiel Glyphosat:
Der Wirkstoff Glyphosat war 2002 für die übliche Frist von 10 Jahren in die EU-Liste der Wirkstoffe aufgenommen worden. Im November 2010 hat die EU-Kommission entschieden, die Genehmigung von Glyphosat bis Ende 2015 zu verlängern.
Derzeit wird der Wirkstoff Glyphosat im Rahmen der EU-Wirkstoffprüfung erneut bewertet. Berichterstattender Mitgliedstaat ist Deutschland. Für die Neubewertung wird ein umfassender Bericht erstellt. Es liegen ca. 2000 Dokumente (Originalstudien, publizierte wissenschaftliche Literatur, Zusammenfassungen) zur Prüfung vor. Der Entwurf für den Bewertungsbericht soll 2014 von den anderen Mitgliedstaaten kommentiert werden. Anhand des Bewertungsberichts wird dann unter Berücksichtigung der eingegangenen Kommentare über die weitere Genehmigung des Wirkstoffs Glyphosat entschieden. Neben dem BfR sind als weitere Bewertungsbehörden der Bundesregierung das Umweltbundesamt und das Julius Kühn-Institut sowie das Bundesamt für Verbraucherschutz und Lebensmittelsicherheit als Risikomanagementbehörde mit der Neubewertung befasst.
Die turnusmäßige Neubewertung von Wirkstoffen ist ein routinemäßiges Verfahren, um zu gewährleisten, dass neue Forschungsergebnisse immer wieder in die Bewertung einfließen können.
Nationales Zulassungsverfahren für Pflanzenschutzmittel
Pflanzenschutzmittel bestehen aus einem oder mehreren Wirkstoffen sowie sogenannten Beistoffen (wie beispielsweise Lösungsmitteln oder Wirkverstärkern). Unternehmen, die Pflanzenschutzmittel auf den Markt bringen möchten, müssen zuvor deren nationale Zulassung beantragen.
Die Zulassung von Pflanzenschutzmitteln erfolgt nach dem Pflanzenschutzgesetz und einschlägigen europäischen Vorschriften durch das Bundesamt für Verbraucherschutz und Lebensmittelsicherheit (BVL) unter Beteiligung des Julius Kühn-Instituts (JKI), des Umweltbundesamtes (UBA) und des BfR, die Teilbewertungen im Rahmen ihrer gesetzlich zugewiesenen Zuständigkeiten durchführen. Sie prüfen die mit den Anträgen von den Firmen vorgelegten umfangreichen Studien über Wirksamkeit, Toxikologie, das Rückstands- und das Umweltverhalten der Pflanzenschutzmittel etc.
Die gesetzlich vorgeschriebenen Datenanforderungen (vgl. die oben genannt „Rechtlichen Regelungen zur Qualitätssicherung von zulassungsrelevanten toxikologischen Studien“) sind so umfangreich, dass in Pflanzenschutzmitteln enthaltene Wirkstoffe zu den am besten untersuchten chemischen Substanzen gehören. Das BfR bewertet die gesundheitlichen Risiken von Pflanzenschutzmitteln für alle Personengruppen, die mit dem Mittel und seinen Bestandteilen in Kontakt kommen können. Das BfR gewährleistet, dass geeignete Analysenmethoden zur Verfügung stehen, um Rückstände des Pflanzenschutzmittels in Lebensmitteln, Körperflüssigkeiten und in der Umwelt überwachen zu können.